# Hotoke Do
Der Hotoke Do (auch engl. Buddha’s torso, Brustplatte des Heiligen) ist ein Brustpanzer (Do), der von japanischen Samurai zu ihren Rüstungen getragen wurde.

## Beschreibung
Der Hotoke Do ist ein Brustpanzer, der im Gegensatz zu anderen japanischen Rüstungen aus einer Platte gearbeitet wurde. Auf diese Platte wurde ein Überzug aus Leder aufgebracht, der leicht zu bearbeiten war. Dadurch war es möglich, Strukturen zur Verzierung in das Leder einzuarbeiten oder aufzutragen. Die Brustpanzer wurden ebenfalls lackiert und feine Lackarbeiten aufgetragen. Der Name stammt von den runden, wohlgenährten Bäuchen der Priester und Mönche aus den Klöstern sowie von Statuen Buddhas. Die Form des Hotoke Do wurde von europäischen Rüstungen übernommen.